# NGC 1646
NGC 1646 ist eine verschmelzende linsenförmige Galaxie vom Hubble-Typ S0 pec im Sternbild Eridanus am Südsternhimmel. Sie ist schätzungsweise 211 Millionen Lichtjahre von der Milchstraße entfernt.
Das Objekt wurde am 30. Januar 1786 von Wilhelm Herschel entdeckt.